# Académie du Maine
L'Académie du Maine est une société savante fondée en 1957 dont le siège se situe au Mans.

## Caractéristiques
L'Académie du Maine a été fondée en 1957 par le cardinal Grente et Auguste de La Force, membres tous deux de l’Académie française. 
L’Académie du Maine se donne pour objet de : « favoriser la culture et les travaux littéraires, scientifiques et artistiques dans les deux départements de la Sarthe et de la Mayenne qui constituaient l’ancienne province du Maine. » 
Les membres de cette académie sont choisis parmi les habitants de ces deux départements reconnus pour leurs travaux dans les domaines scientifique, social, économique et culturel ou parmi les personnes ayant conduit d’importants travaux sur la province du Maine, ou exerçant des activités importantes dans cette ancienne province.
L'Académie du Maine réunit des artistes, des scientifiques et auteurs de la Sarthe et de la Mayenne. 

## Actions de l'académie
L'académie du Maine mène plusieurs actions :
- organisation de conférences,
- attribution de prix littéraires,
- publication d'une revue : Cahiers du Maine et de vidéoconférences,
- conservation d'ouvrages au sein de sa bibliothèque,
- conservation d'archives.